# Amalie Auguste Melitta Bentz
Amalie Auguste Melitta Bentz (alemany: Melitta Bentz)  (Dresden, 31 de gener de 1873 - Holzhausen, 29 de juny de 1950) va ser una inventora i emprenedora alemanya, inventora de la cafetera Melitta i del filtre de paper per al cafè. Va fundar la companyia homònima Melitta, que encara funciona.
Bentz va néixer a Dresden. Com a mestressa de casa, havia observat que les cafeteres de filtre solien deixar restes de polsim en el líquid, i els filtres de bossa de lli eren difícils de netejar. Experimentà amb diverses tècniques i acabà fent servir paper assecant dels quaderns escolars del seu fill i una olla de coure perforada per filtrar el cafè. Aquest cafè resultava menys amarg i lliure de restes i va decidir iniciar el seu propi negoci.
L'invent fou patentat el 20 de juny de 1908 i, al desembre següent, juntament amb el seu marit, posava en marxa una empresa a la qual donà el seu propi nom: Melitta Benz. Després va patentar el paper assecant per a filtrar el cafè que obtindria les Medalles d'or i plata a la Fira Internacional d'Higiene de Dresden de 1910. A la fàbrica, va seguir investigant i va inventar les bossetes d'infusió.
L'empresa de Bentz, amb seu a Minden, Rin del Nord-Westfàlia, encara continua funcionant avui en dia i la seva cafetera Melitta, que conserva el nom, ha esdevingut el nom genèric per a designar aquesta mena de cafeteres.

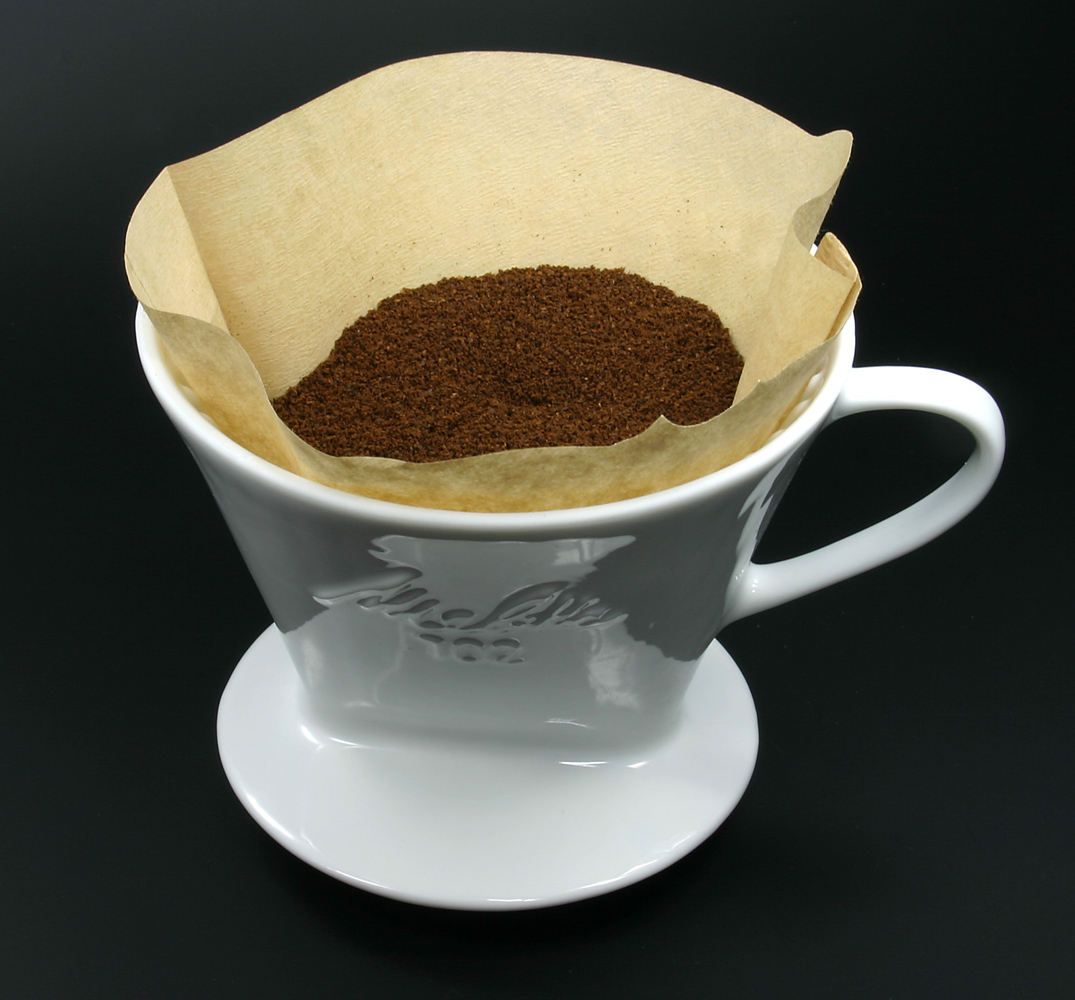
Filtre de café Melitta